# TV Markíza

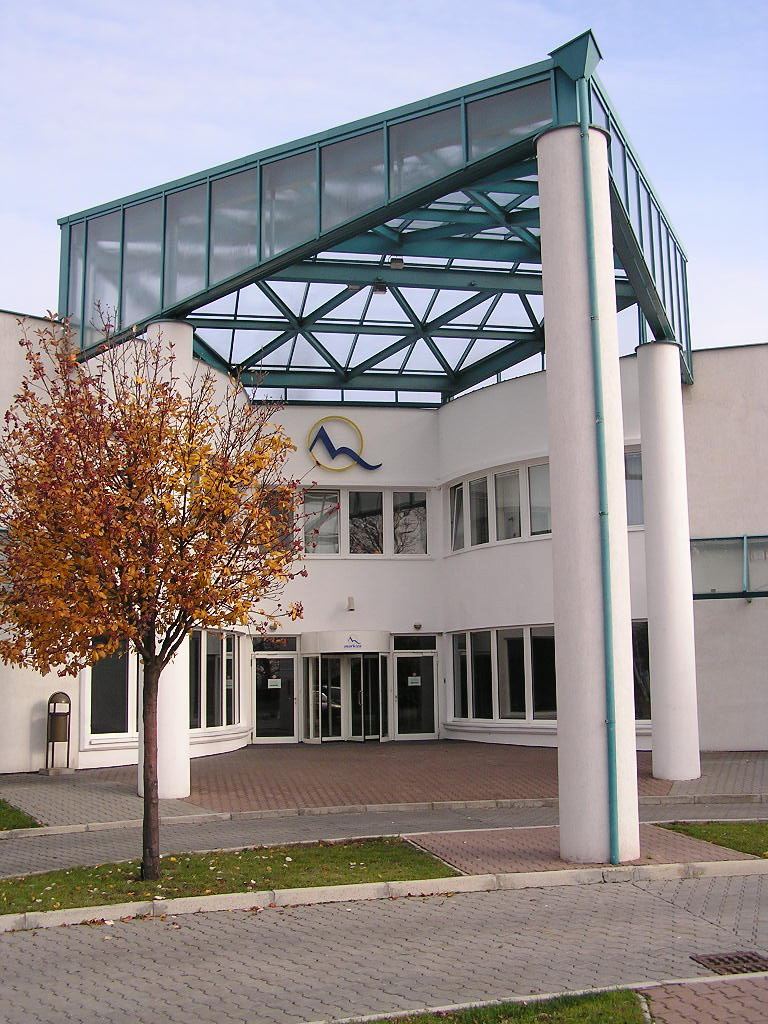
Vchod do budovy TV Markíza

TV Markíza je nejsledovanější slovenská soukromá televize[zdroj?]. Vysílá od srpna 1996, od roku 2002 ji vlastní skupina CME.
V roce 2020 došlo k odkupu společnosti CME investiční firmou PPF, vlastněnou Petrem Kellnerem.
Od září 2023 je jejím generálním ředitelem bývalý reporter zahraniční redakce Peter Gažík.

## Zpravodajství
Zpravodajství TV Markíza je podle průzkumů nejobjektivnější v zemi (následováno je zprávami TV Joj, zpravodajskou TA3 a veřejnoprávní Jednotkou). V Bratislavském kraji jsou večerní Televízne noviny druhé nejsledovanější (po Novinách na TV Joj).
Vysílány jsou tyto zpravodajské relace:
- Televízne noviny 12 – Po–Pá 12.00
- Prvé televízne noviny – Po–Pá 17.00
- Televízne noviny – Po–Ne 19.00
- Počasie – Po–Ne 20.05
- Športové noviny – Po–Ne 20.20

TV Markíza na Slovensku rovněž provozuje zpravodajský web www.TVnoviny.sk, totožné s českým TN.cz TV Nova.

## Program
TV Markíza se v programovém složení specializuje na mladé lidi 12–50 let. Ve všední dny vysílá ráno relaci Teleráno (v ČR existuje verze Snídaně). Dopoledne vyplňuje reprízami dříve vysílaných pořadů. V tzv. prime time vysílá mimo zpravodajství seriály jako Búrlivé víno, Rodinné prípady nebo Súsedské prípady. Dále vysílá komediální seriály jako Horná Dolná nebo Divoký Zapadákov, zábavné relace Kredenc, Chart show, Tvoja tvár znie povedome nebo Dobre vedieť!. Mimo jiné také reality show jako Farma, Superstar, O 10 rokov mladší, Nový domov, Svokra nebo publicistiku Reflex a Smotánka.

### Zahraniční akvizice
TV Markíza vysílá zahraniční pořady především americké produkce jako Námořní vyšetřovací služba, Mentalista, Máma, M*A*S*H, Dva a půl chlapa, Šestý smysl, Teorie velkého třesku a další.

### Dětský blok
TV Markíza vysílá hlavně americké dětské programy ze studií Hanna-Barbera nebo Nickelodeon jako např. Scooby Doo, Šmoulové, Tom a Jerry, Smolíkovi nebo Tučňáci z Madagaskaru. V sobotu se dětský blok sestává z jednoho dětského seriálu a filmu, trvá cca od 7.00 do 9.15. V neděli ze tří pořadů a trvá od cca 7.00 do 8.15. Po něm následuje rodinný film. V letech 2001 až 2004 se dětský blok každý pracovní den sestával z jednoho dětského seriálu v programu Markizáčik, trval cca od 18.40 do 18.50.

## Kritika
Zatímco byl jejím spolumajitelem Pavol Rusko, byla televize Markíza kritizovaná za neobjektivitu ve svém zpravodajství. To bylo údajně tendenčně zaměřované v neprospěch Ruskových politických oponentů a v prospěch Ruska, respektive jeho strany ANO. Takováto kritika se vztahuje na přístup zpravodajů televize například k těmto tématům:
- odposlouchávání deníku SME
- „Ruskove zmenky“: toto téma Markíza napříč aktuálnosti v jiných médiích neotevřela. Mluvčí Markízy Ivana Semjanová neinformování odůvodnila tím, že případ se „ani informačně, ani fakticky neposunul dál, a jeho odvysíláním bychom jen opakovali stanoviska a skutečnosti, které už byly veřejně publikované v jiných médiích“